# بهره‌وری منبع

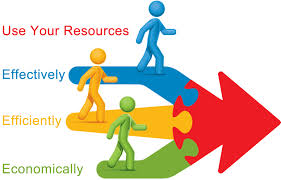
مدیریت منابع

بهره‌وری منبع (به انگلیسی: Resource efficiency) عبارت است از به حداکثر رساندن عرضه پول، مواد، کارکنان و سایر دارایی‌هایی که می‌تواند توسط یک شخص یا سازمان به منظور عملکرد مؤثر، با حداقل هزینه‌های منابع تلف‌شده (طبیعی) جذب شود. این به معنای استفاده از منابع محدود زمین به شیوه‌ای پایدار و در عین حال به حداقل رساندن اثرات زیست‌محیطی است.